# 북비오코주

비오코노으테주

비오코노르테주(스페인어: Bioko Norte)는 적도 기니의 주로, 주도는 적도 기니의 수도인 말라보이다. 면적은 776 km2이고, 인구는 299,836 명(2015년 기준)이다. 비오코섬 북반부에 위치하고 있으며 남쪽으로는 남비오코주와 인접해 있다.